# Attention Tour
Attention Tour —en español: Gira: Atención— es una gira de festivales de la cantante y compositora estadounidense Miley Cyrus realizada para promocionar su séptimo álbum de estudio Plastic Hearts (2020). La gira inició el 29 de julio de 2021 en Chicago, Estados Unidos y finalizó el 20 de noviembre de 2022 en Ciudad de México, México. En esta gira la cantante se presentó en varios festivales musicales de Norteamérica y América Latina, dónde se llegaron a conseguir récords de asistencia con más de cien mil personas en el público presente.
El espectáculo ofrecido por la cantante obtuvo una recepción positiva por parte de la prensa y el público general, agotando las entradas en todas las fechas. Se destacó la presencia escénica y la calidad vocal de Cyrus, quién se presentó únicamente acompañada de su banda y sin bailarines. Del mismo modo, un álbum en vivo fue lanzado con la grabación del concierto ofrecido en Los Ángeles, (California) a mediados de febrero, denominado Attention: Miley Live. El anuncio de su publicación fue por sorpresa al finalizar el concierto de São Paulo (Brasil).

## Antecedentes
Cyrus estuvo realizando conciertos en festivales durante el 2019, siendo una pequeña gira promocional en Europa. Tras la panedemia por Covid-19, se esperaba que la cantante inciase una nueva gira. De este modo, para promocionar Plastic Hearts, Cyrus adelantó una gira de conciertos en torno al lanzamiento del álbum.La gira se pospuso debido a la pandemia pero, gracias a las altas tasas de vacunación en los Estados Unidos, Cyrus encabezó varios festivales de música en el país durante el verano de 2021, incluidos Austin City Limits, Lollapalooza y Music Midtown. Asimismo, fue anunciada la participación de Cyrus como cabeza de cartel en diferentes festivales de Sudamérica en 2022, prolongando así la gira, siendo denominada Attention Tour.
La cantante anunció su participación en una gira de festivales en Sudamérica el 28 de octubre de 2021, confirmando su actuación en Lollapalooza de Argentina y Brasil y también en el festival Asuncionico de Paraguay.

«Han sido casi 7 años desde que hice un concierto en Sudamérica! Estoy muy emocionada de iniciar el 2022 con ustedes! Tengo el presentimiento de que estos [conciertos] serán DIVERTIDOS!»
Cyrus sobre su emoción de realizar la gira.

El 13 de diciembre de 2021 se confirmó que Cyrus realizaría un concierto en Colombia en el Movistar Arena, espectáculo que no forma parte de ningún festival y será el único concierto que contará con público exclusivamente de ella. Ese mismo día y luego de intensos problemas de logísticas para realizar el festival en el sitio original, fue confirmado el Lollapalooza en Chile anunciando a Cyrus como artista principal para el 19 de marzo. El 9 de junio de 2022 se anunció oficialmente el line up del Festival Corona Capital de México, en el cual Cyrus se presentará el 20 de noviembre del mismo año.

## Canciones
El repertorio original de la gira estuvo conformado por veintidós canciones, de las cuales seis fueron extraídas del álbum Plastic Hearts (2020), incluyendo su sencillo líder: «Midnight Sky». También incluyó diez sencillos de Miley Cyrus lanzados entre los años 2007 y 2019; estos por orden cronológicos son: «See You Again», «7 Things», «Fly on the Wall», «The Climb», «Party in the U.S.A.», «We Can't Stop», «23», «Wrecking Ball», «Nothing Breaks Like a Heart» y «Mother's Daughter», siendo esta última canción agregada a última hora luego de que fanáticos brasileños pusieran la canción número uno de iTunes, pidiendo que Cyrus la incluyera en el repertorio. También incluyó tres canciones que no fueron sencillos; «SMS (Bangerz)» y «4x4» del álbum Bangerz (2013), y «Dooo It!» del álbum experimental Miley Cyrus & Her Dead Petz (2015). Cyrus además hizo versiones de las canciones «Jolene», «Bang Bang (My Baby Shot Me Down)» de Dolly Parton y Cher, respectivamente, incluyendo también elementos de «Where Is My Mind?» de Pixies durante «We Can't Stop».

## Recepción comercial
El único concierto que no forma parte de un festival se desarrolló en Bogotá, Colombia, en el cual agotó todas sus entradas a tan solo unos días de su anuncio por lo que el 14 de febrero de 2022 la productora anunció que se pondrían a disposición más entradas para vender debido a la alta demanda.
En el festival Lollapalooza de Chile, el concierto de Cyrus fue el más visto de todos en los tres días que se desarrolló el festival, a través de la transmisión en vivo de la empresa de telecomunicaciones VTR en sus distintas plataformas. Del mismo modo, el concierto ofrecido en Brasil batió el récord del festival en el país, siendo el show más multitudinario que se haya celebrado en la historia de Lollapalooza en Sao Paulo, con más de 100.000 asistentes.

## Álbum en vivo
Cyrus al finalizar su concierto en Lollapalooza Brasil en São Paulo el 27 de marzo de 2022, anunció el lanzamiento de un álbum en vivo de la gira para el 1 de abril de 2022 titulado Attention: Miley Live. La mayor parte del álbum se grabó durante su concierto como parte del Super Bowl Music Fest en el Crypto.com Arena de Los Ángeles el 12 de febrero de 2022, con la lista de canciones que ha interpretado de anteriores materiales de estudio como Plastic Hearts (2020), Miley Cyrus & Her Dead Petz (2015), Bangerz (2013), The Time of Our Lives (2009), Breakout (2008) y Hannah Montana 2: Meet Miley Cyrus (2007), junto con algunas canciones versionadas.

| Attention: Miley Live — Edición estándar |                                                | |          |  |
| N.º                                      | Título                                         | Escritor(es) | Duración |  |
| 1.                                       | «ATTENTION»                                    | Miley Cyrus y Maxx Morando | 1:35     |  |
| 2.                                       | «We Can't Stop X Where Is My Mind?» (Live)     | Cyrus, Timothy Thomas, Theron Thomas, Pierre Slaughter, Michael Williams II, Douglas Davis, Ricky Walters y Charles Thompson IV | 5:34     |  |
| 3.                                       | «Plastic Hearts» (Live)                        | Cyrus, Ryan Tedder, Alexandra Tamposi, Andrew Wotman y Louis Bell                                                               | 3:26     |  |
| 4.                                       | «Heart of Glass» (Live)                        | Debbie Harry y Christopher Stein                                                                                                | 3:07     |  |
| 5.                                       | «4x4» (Live)                                   | Cyrus, Pharrell Williams y Cornell Haynes Jr.                                                                                   | 3:00     |  |
| 6.                                       | «(SMS) Bangerz» (Live)                         | Cyrus, Sean Garrett, Marquel Middlebrooks y Williams II                                                                         | 3:20     |  |
| 7.                                       | «Dooo It!» (Live)                              | Cyrus, Wayne Coyne, Steven Drozd y Dennis Coyne                                                                                 | 1:08     |  |
| 8.                                       | «23» (Live)                                    | Cyrus, T. Thomas, T. Thomas, Slaughter, Williams II, Jordan Houston y Cameron Thomaz                                            | 8:54     |  |
| 9.                                       | «Never Be Me» (Live)                           | Cyrus, Ilsey Juber y Mark Ronson                                                                                                | 3:33     |  |
| 10.                                      | «Maybe» (Live)                                 | Richie Barrett | 4:07     |  |
| 11.                                      | «7 Things» (Live)                              | Cyrus, Timothy James y Antonina Armato                                                                                          | 3:40     |  |
| 12.                                      | «Bang Bang X See You Again» (Live)             | Cyrus, James, Armato y Sonny Bono                                                                                               | 4:32     |  |
| 13.                                      | «Jolene» (Live)                                | Dolly Parton | 4:26     |  |
| 14.                                      | «High» (Live)                                  | Cyrus, Caitlyn Smith y Jennifer Decilveo                                                                                        | 3:29     |  |
| 15.                                      | «You» (Live)                                   | Cyrus, Bibi Bourelly, Michael Pollack y Ian Kirkpatrick                                                                         | 3:01     |  |
| 16.                                      | «Like a Prayer» (Live)                         | Madonna Ciccone y Patrick Leonard                                                                                               | 3:27     |  |
| 17.                                      | «Edge of Midnight (Midnight Sky Remix)» (Live) | Cyrus, Juber, Jonathan Bellion, Tamposi, Wotman y Stevie Nicks                                                                  | 3:40     |  |
| 18.                                      | «The Climb» (Live)                             | Jessi Alexander y Jonathan Mabe                                                                                                 | 6:00     |  |
| 19.                                      | «Wrecking Ball X Nothing Compares 2 U» (Live)  | Cyrus, Sacha Skarbek, Maureen McDonald, Stephan Moccio, Lukasz Gottwald, Henry Walter y Prince Nelson                           | 5:13     |  |
| 20.                                      | «Party In The USA» (Live)                      | Jessica Cornish, Claude Kelly y Gottwald                                                                                        | 7:00     |  |
| 82:12                                    |                                                | |          |  |

| Attention: Miley Live — Edición de lujo |                                                   |                                                                                        |          |  |
| N.º                                     | Título                                            | Escritor(es)                                                                           | Duración |  |
| 21.                                     | «WTF Do I Know»                                   | Cyrus, Tedder, Tamposi, Wotman y Bell                                                  |          |  |
| 22.                                     | «Mother's Daughter X Boys Don't Cry» (con Anitta) | Cyrus, Wyatt, Alma Miettinen, Anitta, Bibi Bourelly, Burns, Rami Yacoub y Sean Douglas |          |  |
| 23.                                     | «You» (toma 2)                                    |                                                                                        |          |  |
| 24.                                     | «Nothing Breaks Like a Heart»                     | Ronson, Juber, Clement Picard, Maxime Picard, Conor Szymanski, Cyrus y Thomas Brenneck |          |  |
| 25.                                     | «Angels Like You»                                 | Cyrus, Tedder, Bellion, Tamposi, Wotman y Bell                                         |          |  |
| 26.                                     | «Fly on the Wall»                                 | Cyrus, Armato, James y Devrim Karaoglu                                                 |          |  |

## Repertorio
Este repertorio es representativo del concierto en Buenos Aires, Argentina realizado el 18 de marzo de 2022. No representa necesariamente a todas las fechas de la gira.
1. Intro: «Attention» (video)
2. «We Can't Stop» (contiene elementos de «Where Is My Mind?» de Pixies)
3. «WTF Do I Know»
4. «Plastic Hearts»
5. «Heart Of Glass»
6. «Mother's Daughter»
7. «4x4»
8. «SMS (Bangerz)»
9. «Dooo It!»
10. «23»
11. «Never Be Me»
12. «7 Things»
13. «Bang Bang (My Baby Shot Me Down)» (cover de Cher)
14. «See You Again»
15. «Fly on the Wall»
16. «High»
17. «Nothing Breaks Like a Heart»
18. «Jolene» (cover de Dolly Parton)
19. «You»
20. «Midnight Sky»
21. «The Climb»

Encore
1. «Wrecking Ball»
2. «Party in the U.S.A.»

| Notas |
| --- |
| - Durante el concierto en Chile, Cyrus interpretó un fragmento de «Hoedown Throwdown» a pedido de un fanático. - Durante el concierto en Colombia, Cyrus interpretó «Angels Like You» luego de ver que la canción había alcanzado el puesto número uno en iTunes de ese país. - Durante el concierto en Brasil, Cyrus volvió a interpretar «Angels Like You» esta vez para rendir homenaje a Taylor Hawkins, baterista de la banda Foo Fighters, quien falleció el día anterior al concierto. Del mismo modo, en el mismo concierto celebrado en Sao Paulo, también interpretó «Boys Don't Cry» con la cantante brasileña Anitta. - Durante el concierto en México, Cyrus interpretó «Can't Be Tamed» y «Angels Like You» . |

## Fechas
| Norteamérica             |                  |                |                                  |
| 29 de julio de 2021      | Chicago          | Estados Unidos | Grant Park                       |
| 4 de septiembre de 2021  | Napa             | Estados Unidos | Napa Valley Expo                 |
| 17 de septiembre de 2021 | Milwaukee        | Estados Unidos | Henry Maier Festival Park        |
| 19 de septiembre de 2021 | Atlanta          | Estados Unidos | Piedmont Park                    |
| 1 de octubre de 2021     | Austin           | Estados Unidos | Zilker Park                      |
| 8 de octubre de 2021     | Austin           | Estados Unidos | Zilker Park                      |
| 12 de febrero de 2022    | Los Ángeles      | Estados Unidos | Staples Center                   |
| Latinoamérica            |                  |                |                                  |
| 18 de marzo de 2022      | Buenos Aires     | Argentina      | Hipódromo de San Isidro          |
| 19 de marzo de 2022      | Santiago         | Chile          | Parque Bicentenario de Cerrillos |
| 21 de marzo de 2022      | Bogotá           | Colombia       | Movistar Arena                   |
| 26 de marzo de 2022      | São Paulo        | Brasil         | Autódromo José Carlos Pace       |
| 20 de noviembre de 2022  | Ciudad de México | México         | Autódromo Hermanos Rodríguez     |

### Conciertos cancelados
| Fecha               | Ciudad   | País     | Recinto       | Motivo |
| ------------------- | -------- | -------- | ------------- | --- |
| 23 de marzo de 2022 | Asunción | Paraguay | Espacio Idesa | Intensas lluvias y tormentas eléctricas. El avión que transportaba a Cyrus, su familia y equipo fue impactado por un rayo ocasionando un aterrizaje de emergencia en Ciudad del Este. |